# Byrrh
El Byrrh és un vermut nord-català creat a Tuïr, Rosselló, en 1866, amb marca Byrrh registrada en 1873. És un vi afegit amb mistela i aromatitzat essencialment amb calissaia (Cinchona officinalis).

## Història

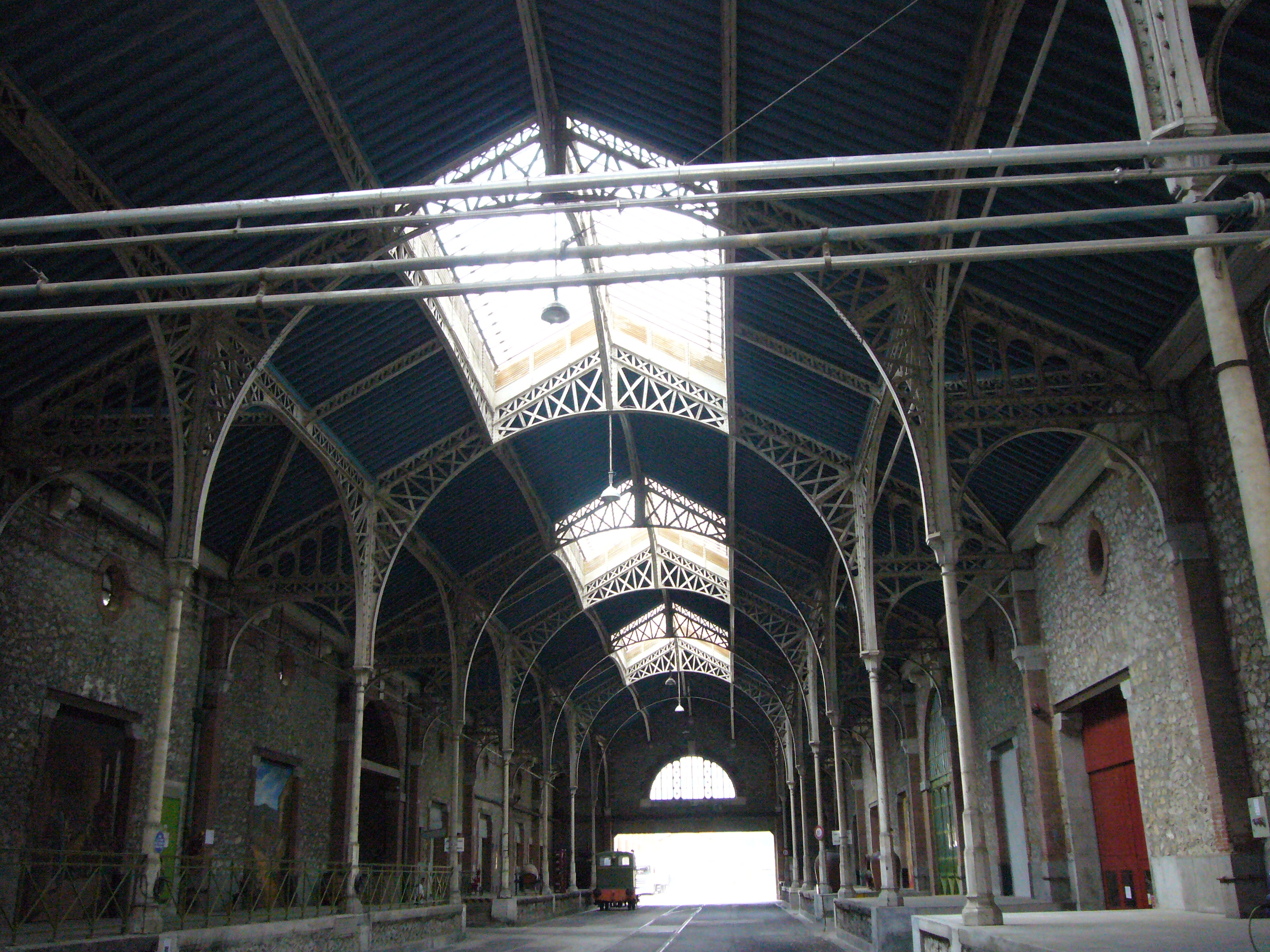
Els establimetns Byrrh a Tuir : estructura realitzada pels tallers de Gustave Eiffel.

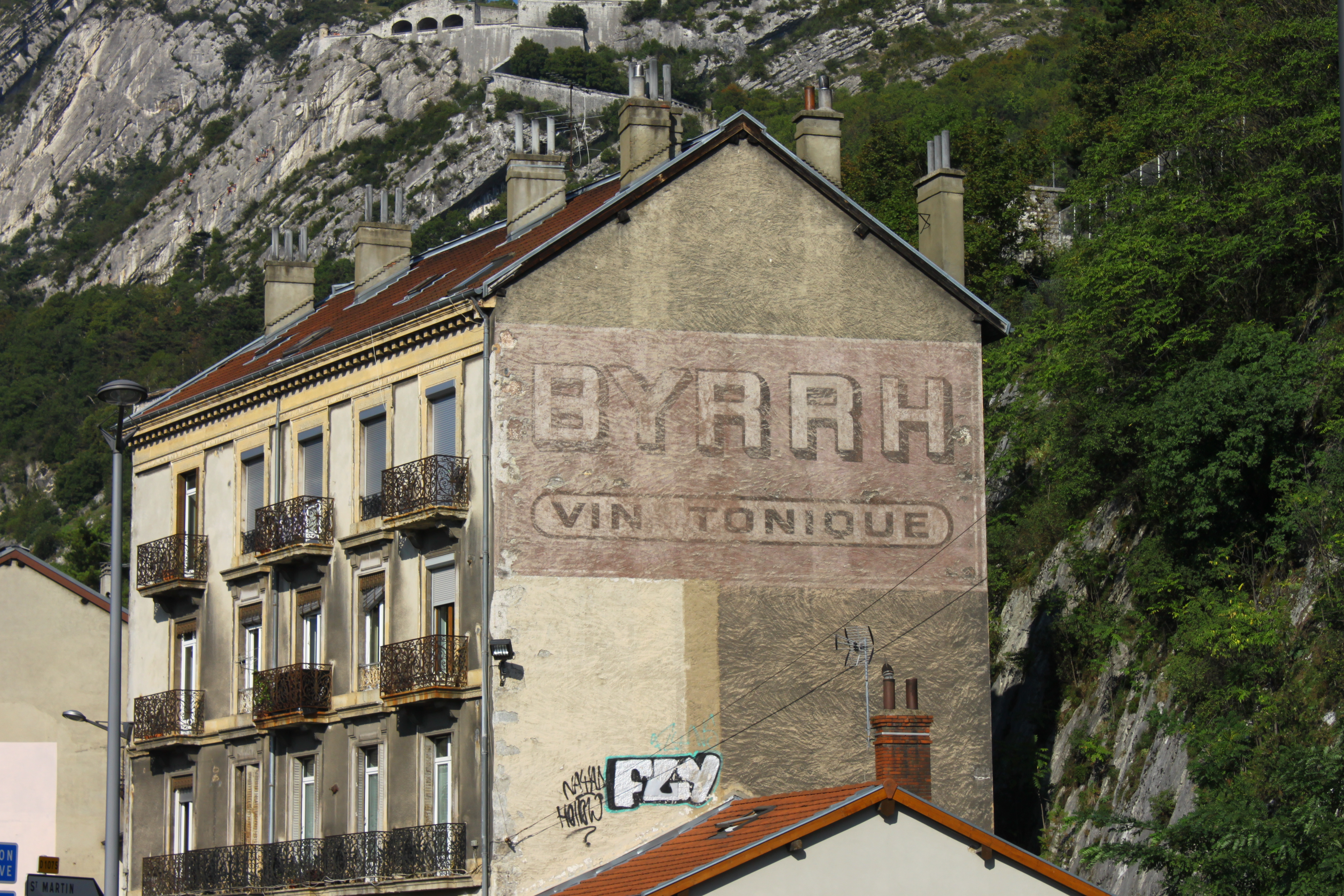
Antiga publicitat mural per Byrrh a una façana de Grenoble.

Els germans Pallade i Simon Violet, drapaires ambulants, decidiren d'aprofitar la febre vinícola que coneixia la regió per elaborar un medicament a base de vi, de Cinchona officinalis i compost de diferents espècies com cafè, cacau, la flor de sambucus, la camamilla, etc. El Col·legi de Farmacèutics de Montpeller no veu amb bons ulls l'arribada d'alcohol als seus establiments i inicia un procés contra els dos germans, que no tenen nom per al seu producte. Ha de ser retirat de la venda, ja que fa ombra als altres elixirs amb base de Cinchona officinalis. Aleshores modifiquen la seva recepta, reduint la dosi de Cinchona officinalis i la venen com a aperitiu.

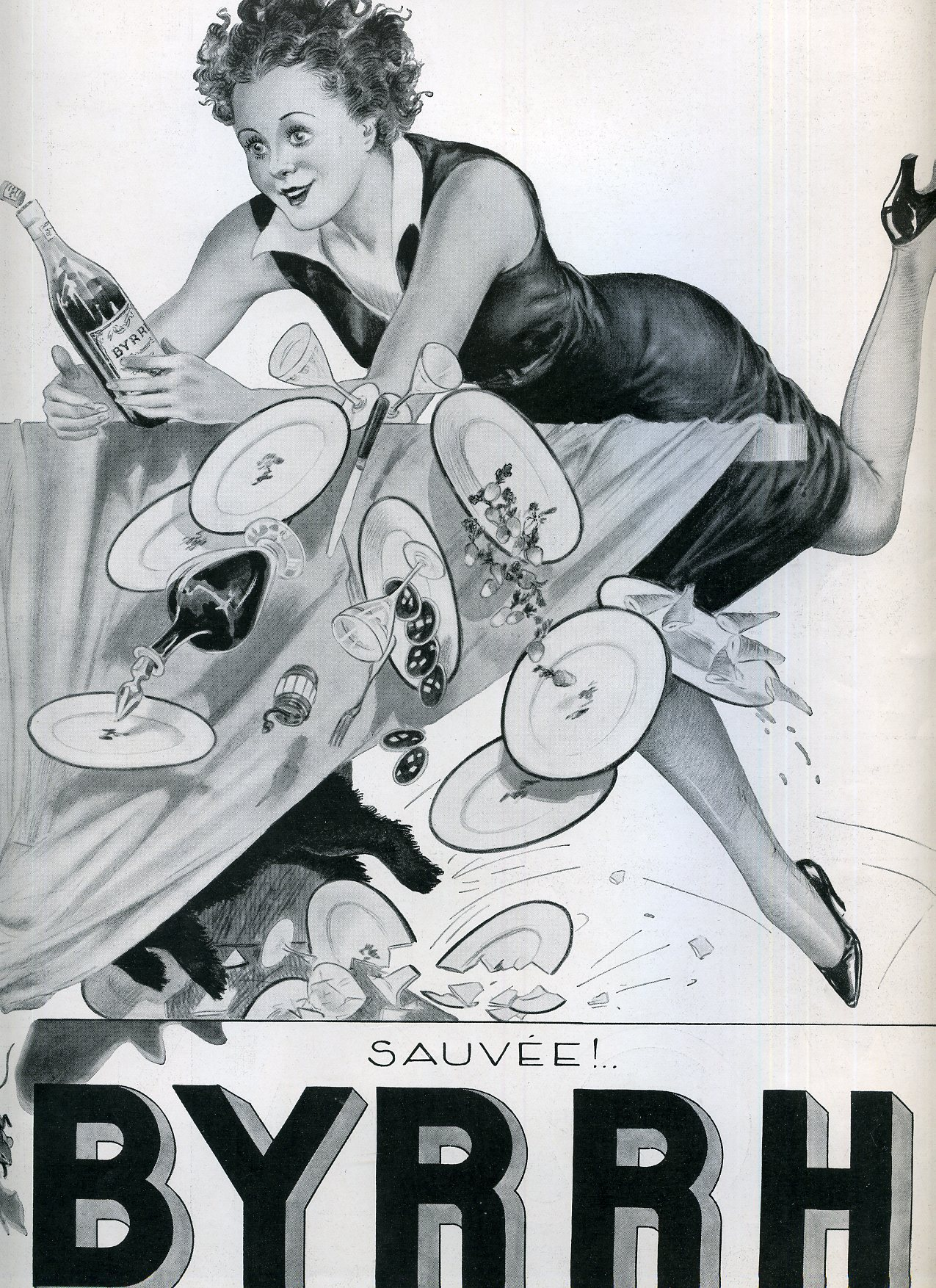

El nom d'aquest producte té la seva font en la següent anècdota: els germans Pallade i Simon Violet es van especialitzar en la venda de teixits. A la recerca de la forma de batejar aquesta nova beguda, es van sentir atrets per una de les seves teles, que presenten com una carta de colors; cada teixit era referenciat tradicionalment per una lletra. La continuació "B.Y.R.R.H." va saltar als ulls dels mercaders i va ser immediatament adoptat per donar un nom al seu aperitiu.

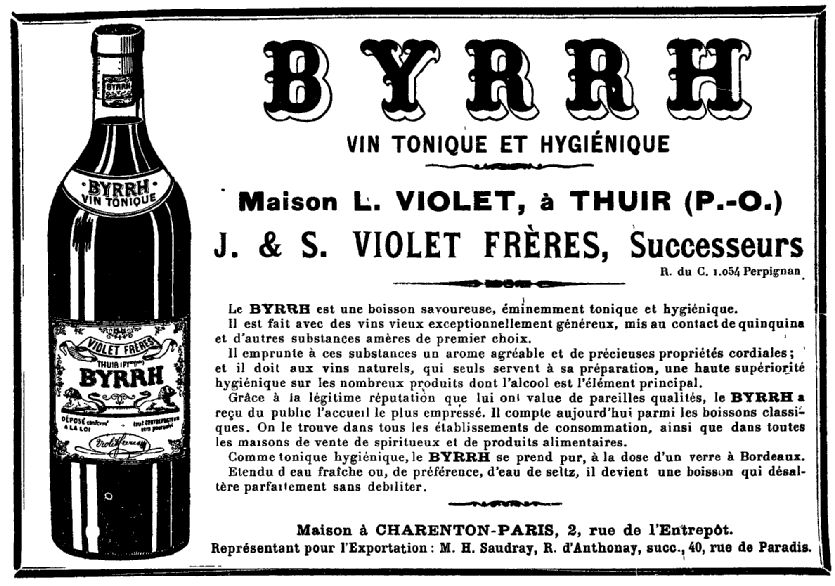

En 1891, Lambert Violet, fill de Simon, continua l'exploitació de la marca., que aviat esdevé Maison J. & S. Violet frères, successeurs. Beneficiant-se de la reputació de "beguda higiènica," Byrrh va gaudir d'un èxit comercial considerable a principis del segle XX i va aconseguir en 1930 fama a tot el món malgrat el seu nom, que al principi complicava les exportacions als països anglosaxons i de parla alemanya: "Byrrh" evoca inevitablement la cervesa! Exportat a tots els continents, es converteix en la marca d'aperitius més consumida del món.
Des de 1903, la marca organitza una sèrie de campanyes publicitàries molt dinàmiques, tant a les ciutats com al camp. Cartells, targetes postals, parets pintades, autobusos, metro, articles promocionals, promocionen el reconeixement de la marca. Algunes d'aquestes eines promocionals, realitzades amb artistes de reconegut prestigi, són ara molt buscades.
En 1914, després de l'esclat de les hostilitats a la Primera Guerra Mundial, corrien rumors que les plaques de publicitat Byrrh tenien signes que donaven a l'invasor alemany informació secreta sobre les ciutats i carreteres.
Amb la Segona Guerra Mundial comença un declivi notable de la marca. Els  vins dolços (Banyuls, moscatells de Frontinhan o de Ribesaltes, etc.), impulsats pels avantatges fiscals, suplanten el Byrrh, que està passat de moda.
En 1977 el negoci familiar, dividit per dissensions, va ser comprat per l'empresa Cusenier, que ja pertany al grup Pernod-Ricard.
Des de 1950, els cellers de Byrrh tenen el major fodre de roure del món, d'una capacitat real de 10.002 hectòlitres. Aquest tanc pesa 110 tones buit, i té una altura de 10 metres i un diàmetre de 12.46 m. La marca "Byrrh" és inseparable de la ciutat de Tuïr. Per això, malgrat el declivi inexorable de la marca comercial des de 2014 s'estan fent esforços per salvar els cellers de Byrrh com a part del patrimoni cultural de la comarca.

## En cultura popular
Els anuncis de Byrrh són sovint visibles a les pel·lícules franceses més antigues o a França. Alguns exemples són L'aile ou la cuisse (1976) en què apareix a Auberge de la truite, An American in Paris (1951), Tirez sur le pianiste (1960) de François Truffaut, Els herois de Kelly, "La gran evasió" i la pel·lícula de Steven Spielberg de 1998 Salvem el soldat Ryan (1:59, en segon pla, com el personatge de Tom Hanks, el capità John Miller, intenta trobar cafè en una màquina de cafè antiga).
Mad Men Temporada 4, episodi 6 ("Waldorf Stories") mostra un anunci de Byrhh guanyant el Clio Awards l'abril de 1965. El periodista de The A.V. Club Keith Phipps assenyaka "Un dels altres Clios va ser per Byrrh, un aperitiu a base de vi que no va aconseguir arrelar a Amèrica il·lustra que fins i tot una gran publicitat no ven una cosa que la gent no vol".
Els rètols Byrrh es mostren de forma destacada a tot el Café Réne a la sitcom de la BBC 'Allo 'Allo!.